# Politica în Pitești
Ultimele alegeri locale generale au avut loc pe 27 septembrie 2020. Pragul electoral a fost de 5%. Cristian Gentea de la Partidul Social Democrat a fost ales primar al municipiului Pitești.